# Hayganuş Mark
Hayganuş Mark (en armenio: Հայկանուշ Մառք; 1884-1966) fue una escritora armenia, poeta, periodista de opinión y figura pública.

## Primeros años
De ascendencia armenia, Hayganuş Mark nació en Constantinopla en 1884. Su padre era Markar Topuzyan, un sirviente-corredor de Van nacido en 1850 o 1851, y su madre era Yebrakse, nacida en Constantinopla en 1853 o 1854. Adoptó el apellido Mark, la forma abreviada de Markar, tras la promulgación de la Ley de Apellidos en Turquía en 1934.
Asistió a la Escuela Primaria y Secundaria Esayan. Tomó lecciones de idioma armenio durante cinco años con el lingüista Hagop Kurken, cuya atención atrajo durante su último grado en la escuela secundaria. Luego trabajó como maestra asistente en el orfanato del Hospital Armenio Yedikule durante cuatro años.

## Carrera profesional
Su primer artículo fue publicado en Manzûme-i Efkâr, un periódico armeno-turco. Debido a este artículo, recibió ofertas de trabajo de periódicos como Pürag, Hanrakidag, Püzantion y Panaser. No tenía ni veinte años cuando obtuvo el segundo lugar en un concurso de poesía organizado por el diario Masis.
En 1905, Mark comenzó a editar la revista armenia para mujeres Dzaghig (‘Flor’) con sede en Constantinopla. En ese momento, quienes contribuyeron a la revista fueron en su mayoría hombres debido a la escasez de escritoras. Los escritores masculinos del periódico Dzaghig usaban seudónimos femeninos. Habiendo sido consciente de los movimientos feministas en Francia, quería que la revista fuera publicada solo por mujeres y para mujeres. Mientras tanto, se casó con Vahan Toshigyan, director editorial del periódico Manzûme-i Efkâr, y renunció a su trabajo en el orfanato. El periódico continuó publicándose durante otros dos años, pero terminó cuando Mark se mudó con su esposo a Esmirna. Allí escribió sobre temas de mujeres en revistas locales como Arşaluys (‘Amanecer’) y Arevelk (‘Oriente’).
En 1909, la pareja regresó a Constantinopla. Mark se convirtió en jefa de la Comisión Literaria de la recién fundada Unión Nacionalista de Mujeres Armenias. Se preparó para abrir escuelas armenias en la provincia y brindar educación a las niñas. Como resultado de estos esfuerzos, el número de escuelas armenias en Anatolia aumentó a 32.
En 1919, comenzó a publicar la revista feminista quincenal Hay Gin (en armenio: Հայ Կին, ‘Mujer armenia’). Esta vez, la diferencia en su actitud es que no solo las mujeres sino ambos géneros debían participar en la publicación del periódico. Dejó su idea de separar a hombres y mujeres. Nunca renunció a la independencia diciendo «si la revista Mujer armenia vivirá bajo una bandera, esta solo puede ser una bandera de feminidad».
En 1923, Muhittin Üstündağ, diputada de Estambul, dijo en un seminario de la Unión de Mujeres Turcas que «no hay igualdad de género porque las mujeres no están alistadas». Si bien nadie respondió a eso, Mark lo criticó duramente en el diario Hilal-ı Ahmer (‘Media Luna Roja’) con las palabras «las madres perdieron la vida durante el parto y las mujeres también sirven como enfermeras en los campos de batalla».
Su periódico siguió apareciendo durante 13 años hasta 1932, cuando fue clausurado por el gobierno turco. Se observa que el periódico se vio obligado a cerrar porque fue acusado de apoyar a los «enemigos de los turcos» por su apoyo a los Aliados durante los años posteriores a la Primera Guerra Mundial.

## Feminismo
Mark se opuso a que «las mujeres se vuelvan hombres en nombre de la emancipación». Dijo que «las mujeres deben trabajar y lograr su libertad económica», y agregó que «al hacer esto, no hay que estar preparada para ser grosera, para destruir». Según ella «el amor está en la mente». Señaló que «el sistema educativo se prepara desde una perspectiva masculina», y afirmó que «es imperativo el involucramiento de las mujeres en la etapa de elaboración del currículo». Mark dijo que «los hombres y las mujeres son diferentes e iguales», y agregó que «las mujeres deben reclamar sus diferencias para sí mismas y para la humanidad».

## Fallecimiento
Hayganuş Mark murió a la edad de 81 años en el Hospital Armenio Yedikule en 1966. En el lecho de muerte, le dijo a un amigo «¡Escribe! ¡Escribid siempre por la patria, la nación y la humanidad y sed felices con ellos!».
Está enterrada en el cementerio armenio de Şişli en Estambul. En su lápida está escrito el título de su revista Hay Gin.